# Елсдорф (Рајналанд)
Елсдорф (њем. Elsdorf) општина је у њемачкој савезној држави Северна Рајна-Вестфалија. Једно је од 10 општинских средишта округа Рајн-Ерфт. Према процјени из 2010. у општини је живјело 21.306 становника. Посједује регионалну шифру (AGS) 5362016, NUTS (DEA27) и LOCODE (DE ESD) код.

## Географски и демографски подаци
Елсдорф се налази у савезној држави Северна Рајна-Вестфалија у округу Рајн-Ерфт. Општина се налази на надморској висини од 76 метара. Површина општине износи 66,2 km². У самом мјесту је, према процјени из 2010. године, живјело 21.306 становника. Просјечна густина становништва износи 322 становника/km².